# Valencia-Rundfahrt 2008
Die 66. Valencia-Rundfahrt findet vom 26. Februar bis 1. März 2008 statt. Das Radrennen wird in fünf Etappen über eine Distanz von 826,5 Kilometern ausgetragen.

## Etappen
| Etappe    | Tag         | Start – Ziel             | km    | Etappensieger       | Führender           |
| --------- | ----------- | ------------------------ | ----- | ------------------- | ------------------- |
| 1. Etappe | 26. Februar | Sagunt – Port de Sagunto | 157   | José Iván Gutiérrez | José Iván Gutiérrez |
| 2. Etappe | 27. Februar | Alzira – Xàtiva          | 178   | Erik Zabel          | José Iván Gutiérrez |
| 3. Etappe | 28. Februar | Ibi – Ibi – Ibi          | 166,5 | Manuel Vázquez      | Rubén Plaza         |
| 4. Etappe | 29. Februar | Náquera – Náquera        | 175,6 | Mirco Lorenzetto    | Rubén Plaza         |
| 5. Etappe | 1. März     | Valencia – Valencia      | 149,4 | Alessandro Petacchi | Rubén Plaza         |